# Deuxième circonscription de Nabeul
La deuxième circonscription de Nabeul (Nabeul 2) est une ancienne circonscription électorale tunisienne et l'une des deux circonscriptions que compte le gouvernorat de Nabeul.
Le décret-loi no 2022-55 du 15 septembre 2022 la redécoupe.

## Résultats électoraux
Voici les résultats des élections constituantes tunisiennes de 2011 pour la circonscription ; la liste donne les partis ayant obtenu au moins un siège :
| Parti          | Parti                                                              | Voix    | %    | Sièges |
| -------------- | ------------------------------------------------------------------ | ------- | ---- | ------ |
|                | Ennahdha                                                           | 37 159  | 29,6 | 2      |
|                | Congrès pour la République                                         | 17 825  | 14,2 | 1      |
|                | Ettakatol                                                          | 9 966   | 7,9  | 1      |
|                | Pétition populaire pour la liberté, la justice et le développement | 7 074   | 5,6  | 1      |
|                | Parti démocrate progressiste                                       | 5 587   | 4,4  | 1      |
| Inscrits       | Inscrits                                                           | 134 538 | 100  | 6      |
| Votants        | Votants                                                            | 125 604 |      | -      |
| Exprimés       | Exprimés                                                           | 125 604 | 100  | -      |
| Blancs et nuls | Blancs et nuls                                                     | 8 934   |      | -      |

## Constituants
|  | Nom                                | Image | Parti |
|  | ---------------------------------- | ----- | --- |
|  | Imed Hammami                       |       | Ennahdha |
|  | Salha Ben Aicha                    |       | Ennahdha |
|  | Samia Abbou Moncef Marzouki (2011) |       | Congrès pour la République puis indépendante                                                                                 |
|  | Fatma Gharbi                       |       | Ettakatol, indépendante puis Nidaa Tounes                                                                                    |
|  | Moncef Cherni                      |       | Pétition populaire, Union patriotique libre, Parti de l'ouverture et de la fidélité puis Parti du mouvement de la république |
|  | Mahmoud Baroudi                    |       | Parti démocrate progressiste puis Alliance démocratique                                                                      |